# Kynäsberget

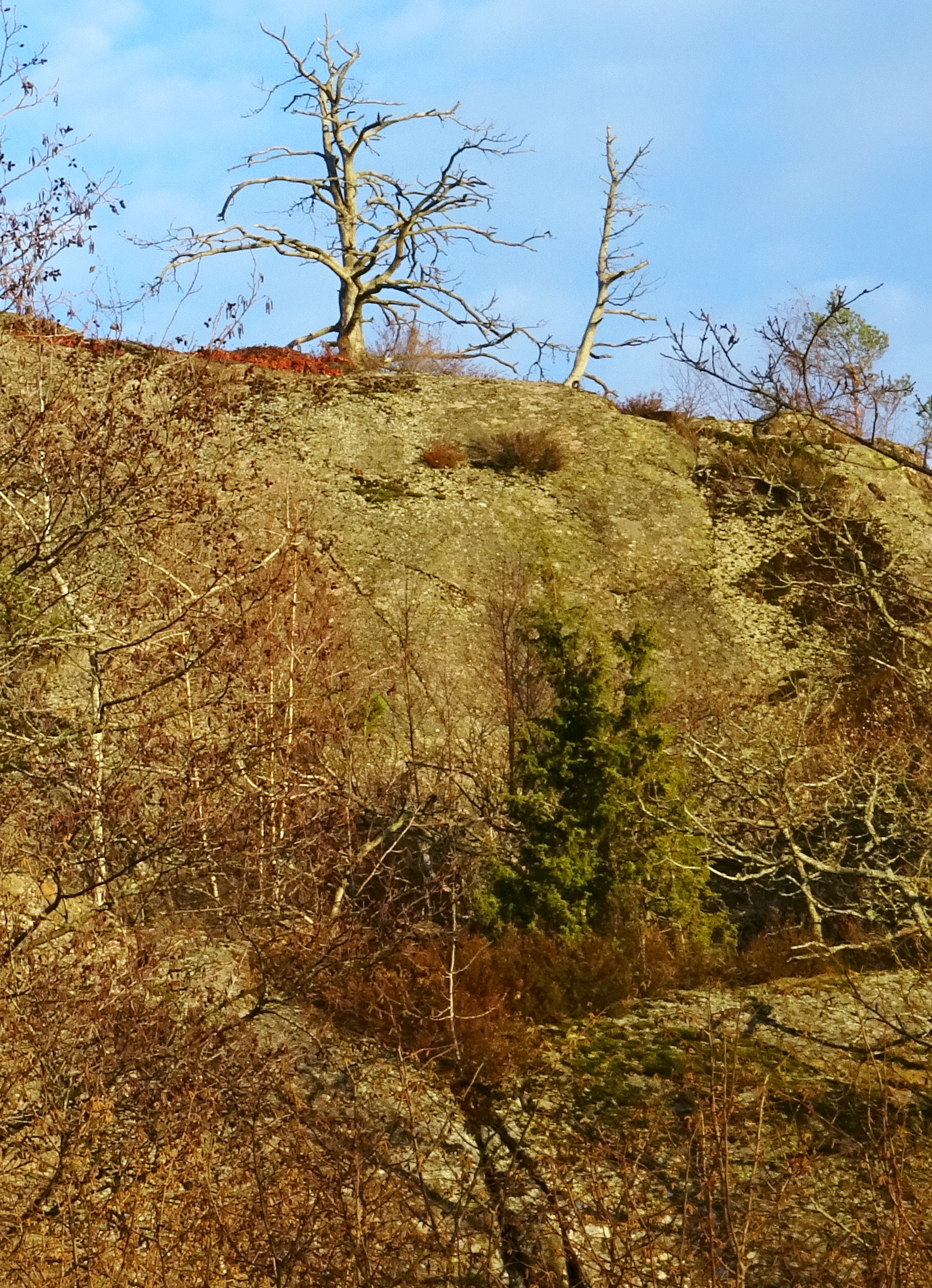
Kynäsberget, klippan mot Ågestavägen.

Kynäsberget är ett skogs- och bergsområde sydväst om sjön Magelungen i kommundelen Stuvsta, Huddinge kommun. Kynäsberget ingår i riksintresse för friluftslivet och det finns planer på att skydda norra delen som naturreservat.

## Geografiska läget och namnet
Kynäsberget består av en nordvästra och en sydöstra del, som delas av bostadsområdet Högmora. I söder begränsas Kynäsberget av Ågestavägen. Här vidtar Orlångens naturreservat. Högsta höjd med 71 meter över havet ligger i den sydöstra delen. Nordvästra delen markerar sig genom en hög bergsbrant mot Ågestavägen.
Namnet härrör från dagsverkstorpet Kynäs som på 1740-talet låg under Stuvsta. Torpets namn skrevs även Kinäs, Könitz och Kynitz. En möjlig förklaring till namnet är att förleden kya betyder fålla eller inhägnad och att Kynäs skulle betyda "näset där det finns en fålla". På 1920-talet upphörde jordbruket på Kynäs och marken styckades till villatomter. Torpet Kynäs finns inte kvar längre. Det låg söder om Ågestavägen vid dagens Lövtäcktsvägen 26 i villaområdet med samma namn.

## Beskrivning
Kynäsberget-Orlångsskogen utgör ett variationsrikt skogslandskap som omgärdar de gamla odlingslandskapen för traktens numera nedlagda gårdar. Kynäsbergets skog är relativt opåverkad av modernt skogsbruk och har därför blivit klassificerat som nyckelbiotop på grund av sin artrikedom. Genom områdets norra del sträcker sig en kraftledning och inom skogen finns flera upptrampade dock ej märkta stigar.
Tillsammans med Rågsveds friområde utgör Kynäsberget ett grönt stråk som sammanbinder stadsdelarna Rågsved, Hagsätra, Högdalen och Fagersjö (i Stockholm) med Myrängen-Högmora och Stuvsta (i Huddinge). Sedan hösten 2012 pågår ansträngningar att göra Rågsveds friområde (numera Rågsveds naturreservat) och Kynäsbergets norra del till ett mellankommunalt naturreservat i Huddinge och Stockholm.

## Bilder

Norra delen
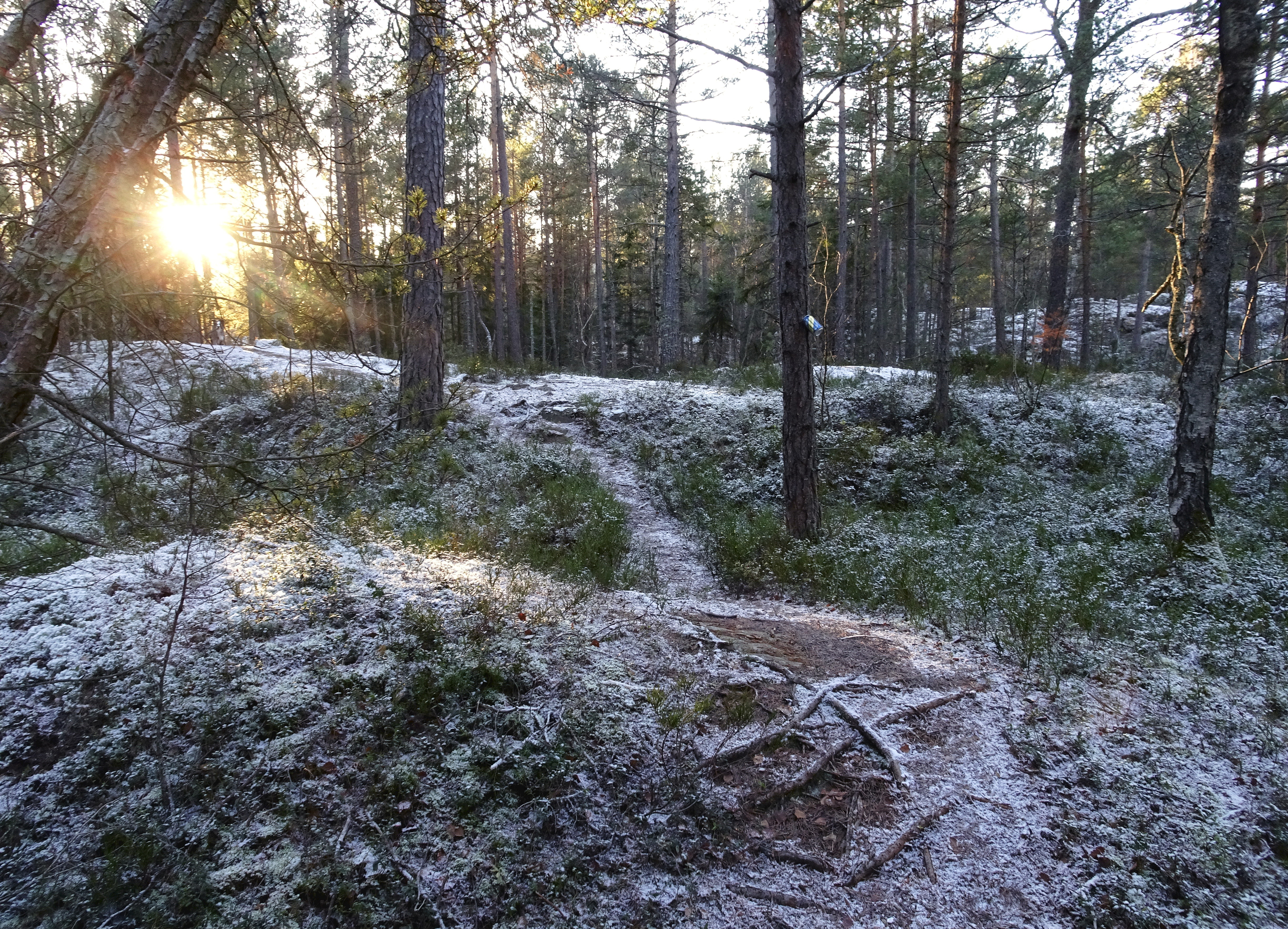
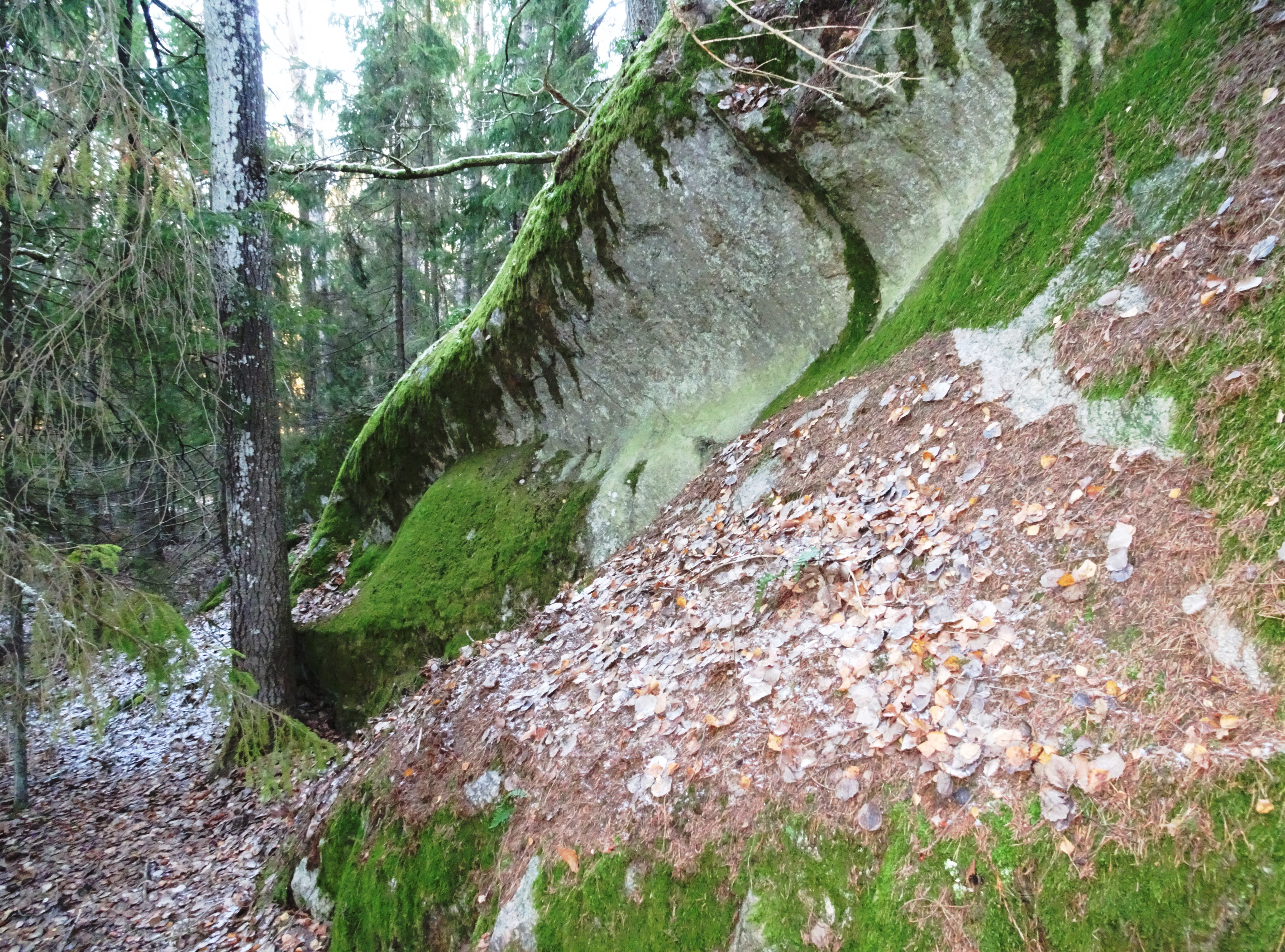
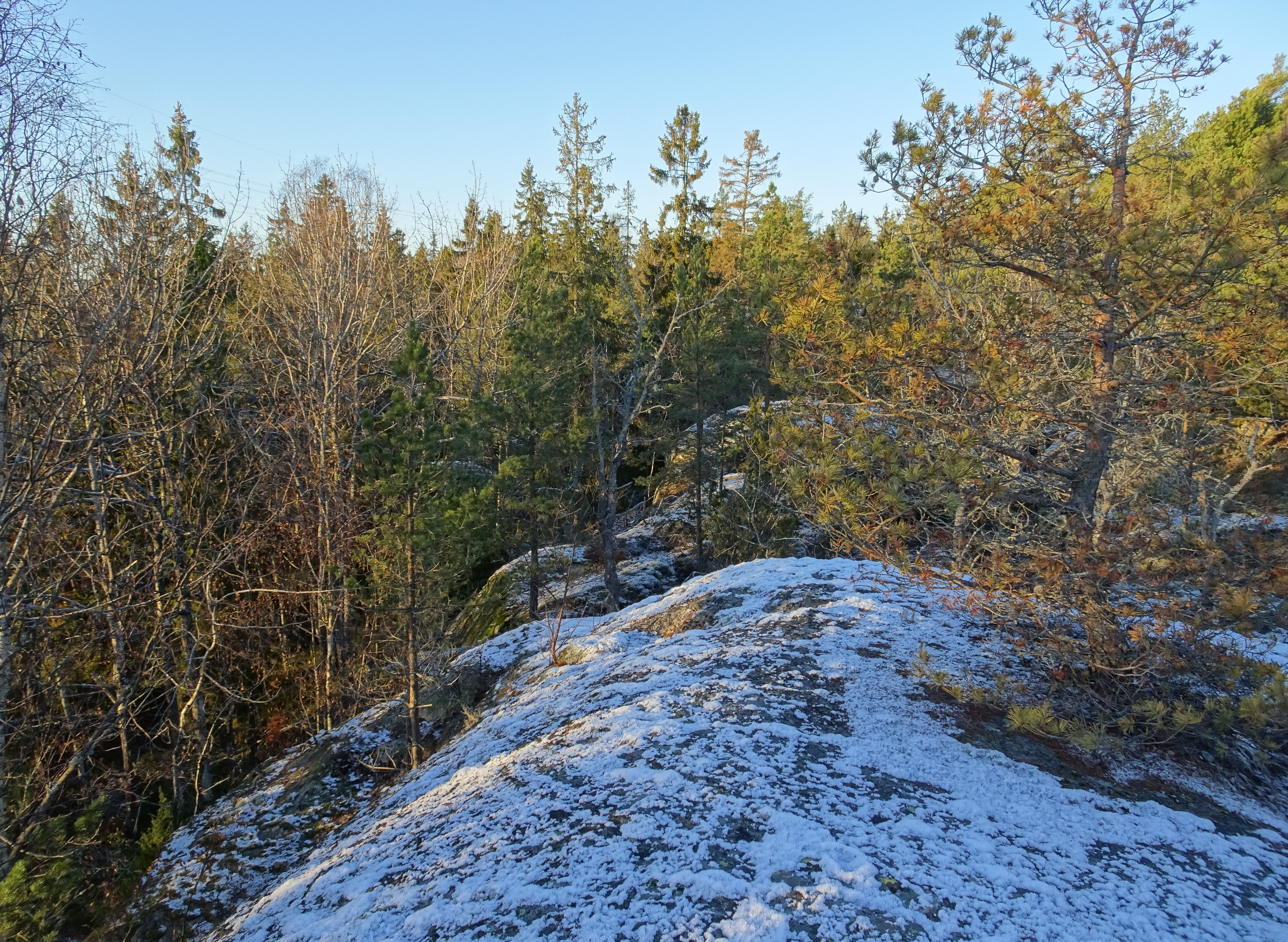
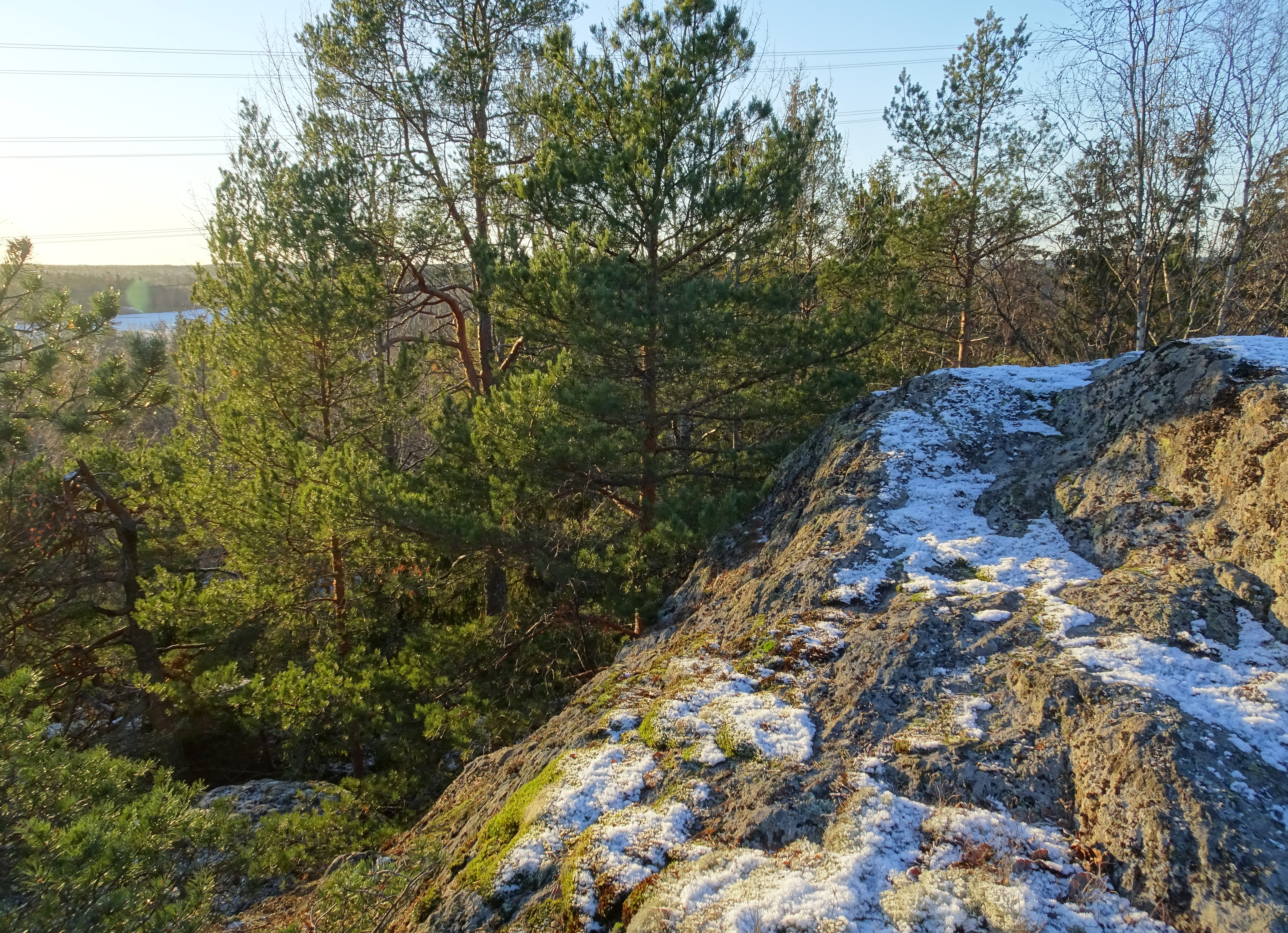

Södra delen
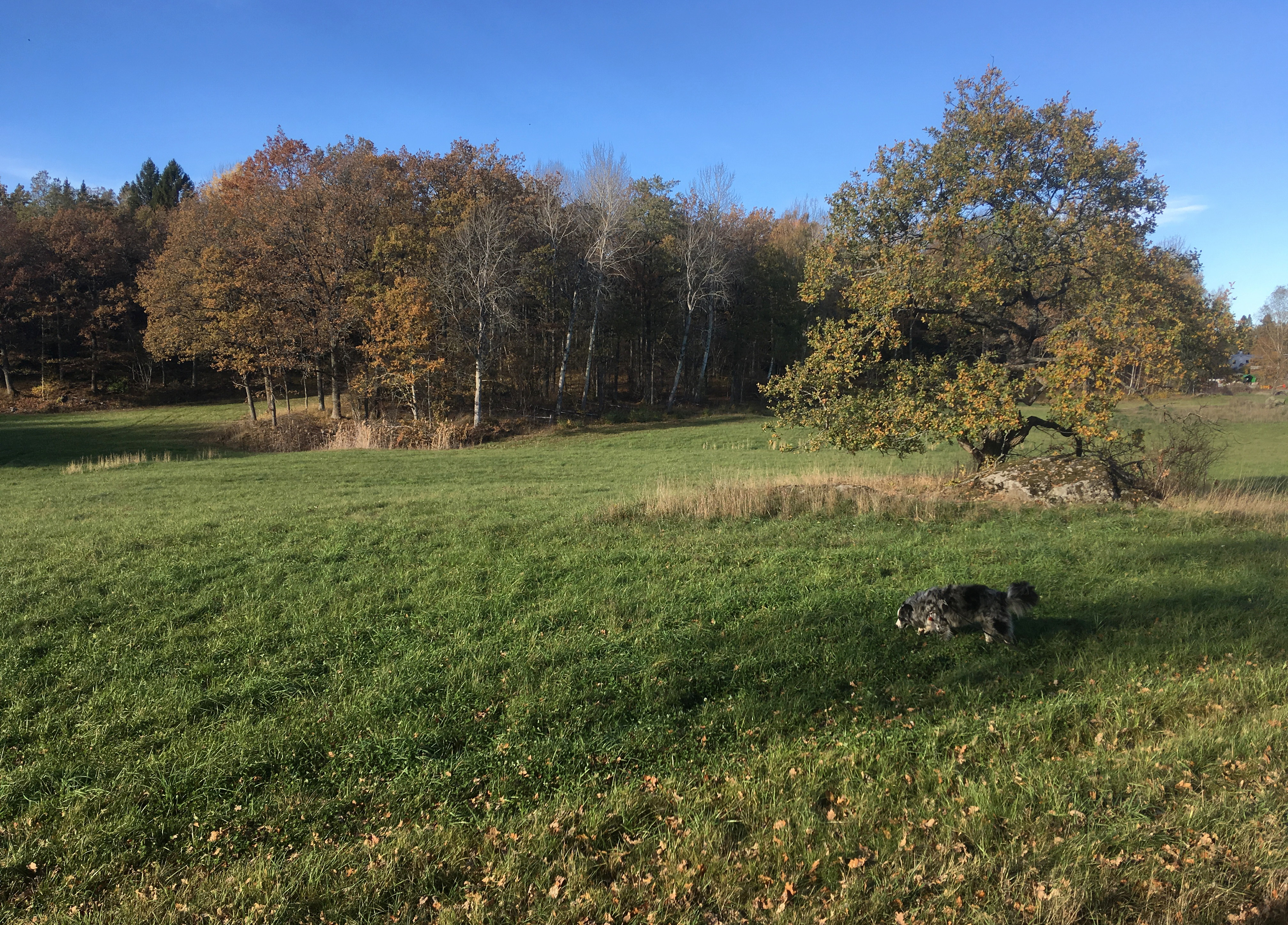
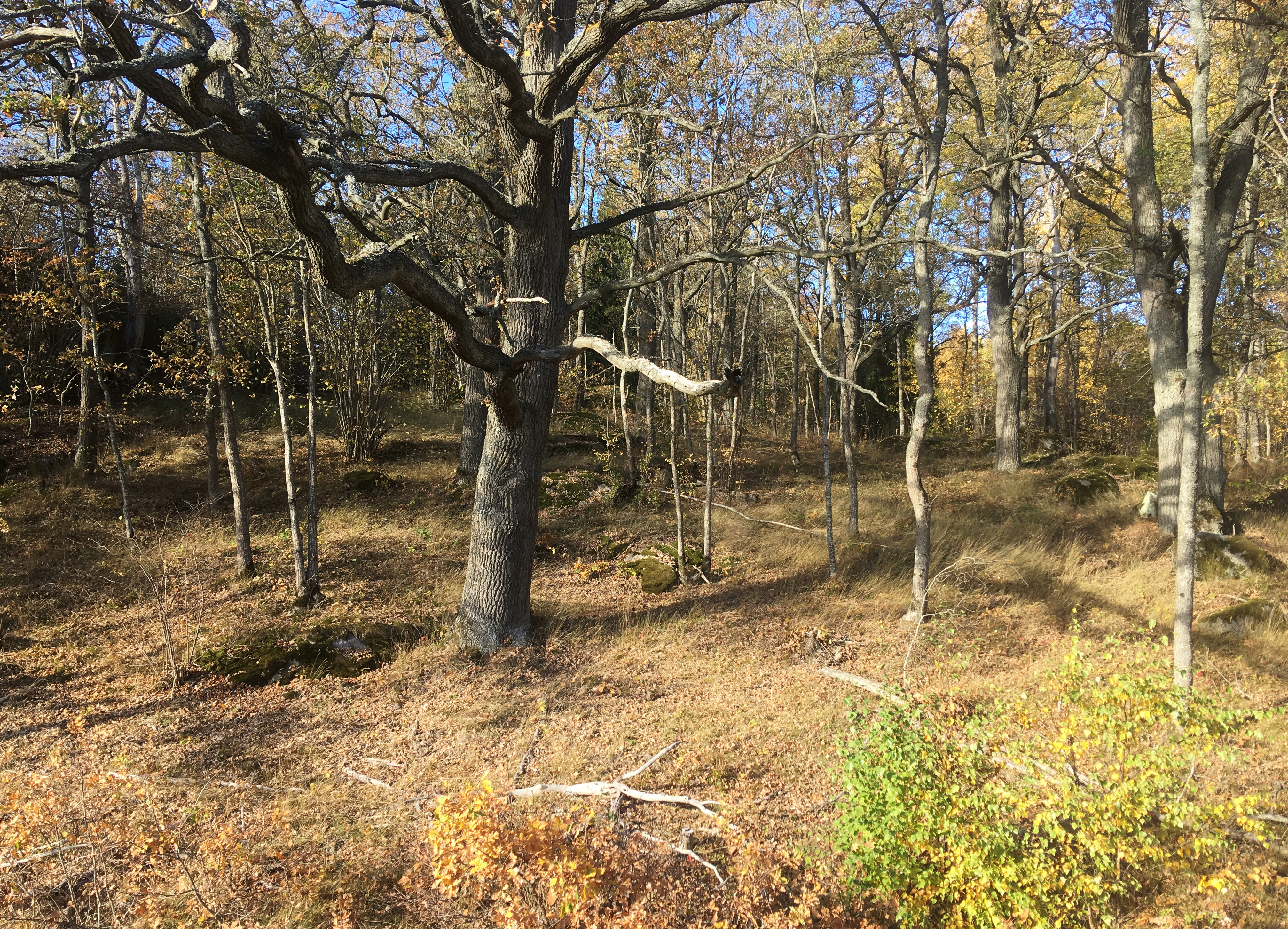
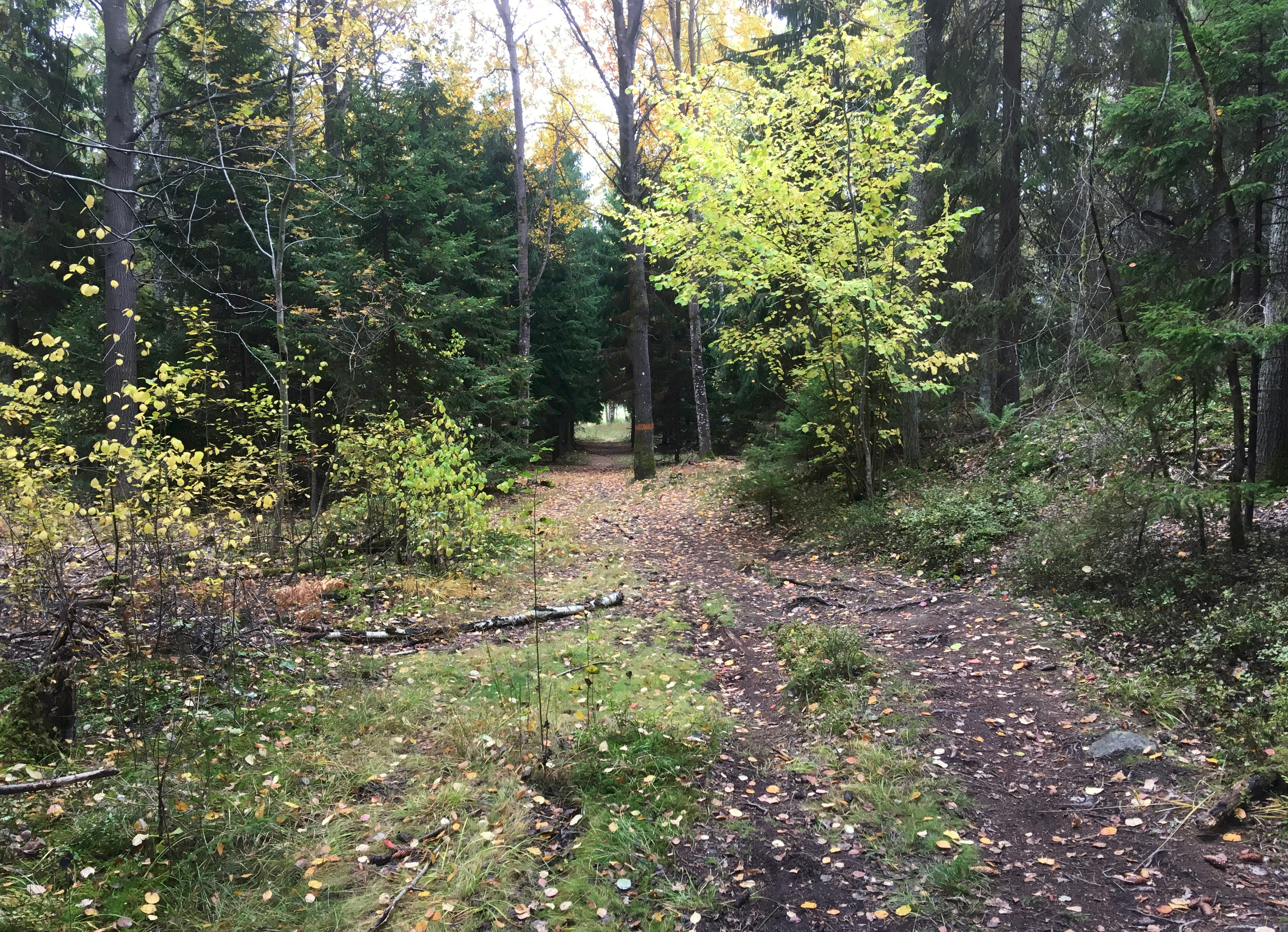
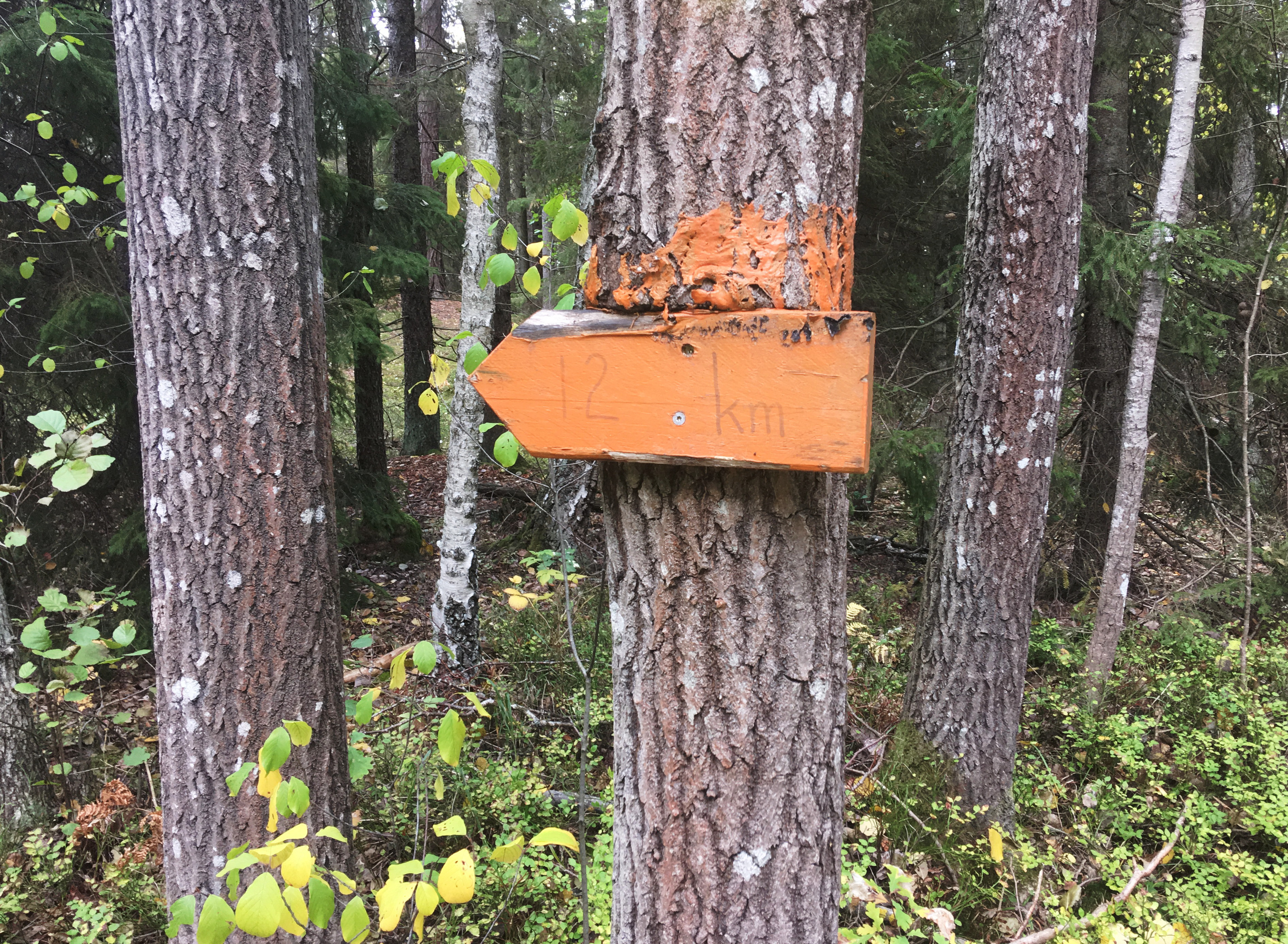